# 헤드윅 (뮤지컬)
《헤드윅》(Hedwig and the Angry Inch)은 존 카메론 미첼과 스티븐 트래스크가 창작한 락 뮤지컬로, 동독 출신의 성별정체성이 모호한 젠더퀴어인 헤드윅과 그가 이끄는 가상의 락앤롤 밴드, 앵그리 인치에 관한 뮤지컬이다.
1998년 2월 14일부터 2000년 4월 9일까지 미국 뉴욕의 호텔 리버뷰 제인 스트리트 극장 (Jane Street Theatre)에서 공연된 이후, 2000년 9월 19일부터 11월 4일까지 영국 런던의 웨스트 엔드 플레이하우스 극장 (Playhouse Theatre)에서 공연되었다. 그 후, 전세계 수백개의 프로덕션 작품으로 공연된 헤드윅은 2014년 4월, 브로드웨이 버전으로 재탄생되어 벨라스코 극장 (Belasco Theatre)에서 공연되었으며, 토니 어워드 베스트 리바이벌 뮤지컬 상(Tony Award for Best Musical of a Revival)을 수상했다.
한국에서는 2005년 4월 첫 공연이 된 이후, 꾸준히 재연되어 왔으며, 2016년 3월, 헤드윅: 뉴 메이크업의 타이틀로 공연되고 있다.

## 시놉시스
헤드윅의 원제는 "Hedwig and the Angry Inch" 우리말로는 헤드윅과 열받은 일 인치다. 공연이 진행되면서 관객은 헤드윅이 누구이며, 열받은 일인치의 사연이 무엇인가를 주인공 헤드윅의 독백과 노래, 하드락 밴드, 그리고 애니메이션을 통해 알게 된다.
이야기는 1961년 동독으로 거슬러 올라간다. 베를린 장벽이 세워질 때, 동 베를린에서 엄마와 단둘이 살고 있는 한셀은 소심한 소년이다. 그의 유일한 즐거움은 좁은 아파트에서 미군 방송을 통해 듣는 락 음악이다. 대학에서 쫓겨나고 암울한 인생을 살던 한셀에게 기회가 찾아온다. 동베를린에 파견된 미군 루터가 성전환수술을 조건으로 결혼을 제의한 것. 한셀은 엄마의 이름인 헤드윅으로 이름을 바꾸고 성전환 수술을 받지만 싸구려 수술의 실패로 그의 성기엔 여자의 그것 대신 일 인치의 살덩어리만 남게 된다.
미국으로 건너온 헤드윅은 루터에게 버림받고, 정션 시티의 트레일러하우스에서 연명하는 신세가 된다. 그러던 중 헤드윅은 자신의 첫 사랑 음악을 통해 새 출발을 꿈꾼다. 그녀는 화장을 하고, 가발을 쓰고, 락 밴드 앵그리인치를 만들어 변두리의 바와 패스트 푸드 레스토랑을 전전하며 노래를 부른다. 그러던 어느 날 그녀는 16세의 소년 토미를 만나 사랑에 빠지고, 락 음악을 가르쳐 주지만, 일 인치의 살덩이의 존재를 알게 된 토미는 그녀를 배신하고 그녀가 만든 곡들을 훔쳐 세계적인 락스타로 성공한다. 깊은 상처를 받은 헤드윅은 크로아티아 투어 중 최후의 유태인 드랙퀸 이츠학을 만나, 그가 다시는 여장을 하지 않는다는 조건으로 이츠학을 미국으로 데려온다. 이츠학은 헤드윅에 남편이자, 앵그리인치 밴드의 백보컬을 맡는다.
토미의 전국 투어 콘서트를 따라다니며 토미의 공연장 옆에 위치한 레스토랑 등에서 공연을 하던 헤드윅은 어느날 길에서 우연히 토미를 만난다. 배신의 상처와 증오의 감정을 접어둔 채, 잠시 재회의 기쁨을 나누던 중, 이들이 운전하던 차가 스쿨버스를 들이 받으면서 큰 사고가 나고, 이 사고를 통해 비로소 헤드윅의 존재가, 그리고 기구한 일인치의 사연이 세상에 드러난다.

## 역사
헤드윅은 1994년 LA에서 뉴욕으로 가는 비행기 옆 좌석에 앉게 된 두 남자의 우연한 만남에서 탄생했다. 존 카메론 미첼은 옆 자리 청년이 파스빈더의 책을 읽고 있는 것을 보고 ‘영화에 관심이 있느냐’고 물었다. 스티븐 트래스크라는 이름의 그 남자는 영화에 대한 관심뿐만 아니라 삶의 많은 부분에서 카메론 미첼과 통하는 점이 많았다. 가장 중요한 공통점은 그들이 둘 다 창작에 재능이 있었다는 사실이었다. 밴드 ‘Cheater’의 리더로 베이스를 연주하면서 작사와 작곡까지 하던 뮤지션 스티븐 트래스크는 당시 뉴욕의 유명한 드랙퀸 클럽 ‘스퀴즈 박스’에서 연주를 하면서 음악감독 일을 하고 있었다.
일찌감치 스스로의 성정체성을 인정한 동성애자였지만 미국 게이 커뮤니티의 분위기를 달가워하지 않았고, 그 문화에 익숙하지 않았던 미첼은 스퀴즈 클럽에서 처음으로 드랙퀸 쇼를 보았다. 화려한 여장을 하고 바브라 스트라이샌드처럼 게이 아이콘이 된 팝 디바의 노래를 립싱크하면서 과장된 무대를 보여주는 것이 전형적인 드랙퀸쇼였지만, 스퀴즈박스는 퍼포머가 자신의 육성으로 노래를 하는 등 새로운 시도를 하면서 당시 뉴욕의 젊은 아티스트들에게 관심을 받고 있었다. 그러한 시점에 존 카메론 미첼은 드랙퀸으로 분장한 한 명의 배우가 직접 노래를 하면서 스탠드업 코미디를 보여주고 드라마도 가미하는 공연을 구상하게 된다.
트래스크는 타고난 이야기꾼이자 뛰어난 배우인 미첼이 해준 온갖 이야기 중에서도 철학자 아리스토파네스가 향연에서 설파했던 인류의 기원에 대한 이야기에 매료되었다. 그 주장에 따르면 인류는 원래 두 개의 머리와 네 개의 팔, 그리고 네 개의 다리를 가진 완전한 존재였는데, 각각 남자와 여자, 남자와 남자, 그리고 여자와 여자 세 부류로 이루어져있었다. 하지만 이 최초의 인간들은 스스로의 완전함으로 인해 교만해졌고, 그에 분노한 신이 번개를 내리쳐 그들을 둘로 쪼개 누어버린 것이 지금 우리의 모습이라는 것이다. 애초에 남자와 여자가 붙어있는 한 몸이었다가 갈라진 인간들은 이성애자가 되고, 남자와 남자였거나 여자와 여자로 한 몸이었던 인간들은 동성애자가 되었다는 것이 다양한 성정체성이 존재하는 데 대한 고대 그리스인의 그럴듯한 설명이다.
반으로 갈라진 불완전 존재로서 원래 자신의 일부였던 잃어버린 반쪽을 찾아 떠도는 인간의 숙명을 노래로 만들어달라는 미첼의 부탁을 받고 트래스크가 곡을 쓰고 가사를 붙인 것이 헤드윅의 메인 테마곡이라고 할 수 있는 ‘사랑의 기원‘ Origin of love’이다. 이어서 토미와 헤드윅이 반복해서 부르는 ‘Wicked little town'이 완성되었고, 기존의 곡들을 가사만 바꾸어 부르는 식으로 부족한 곡수를 채우는 과정을 지나 점차 오리지널 넘버의 비중을 높여나갔다. 1994년 7월29일 밤 뉴욕 소호의 스퀴즈박스에서 처음 무대에 올려진 헤드윅이 제대로 된 공연의 형태를 갖추게 되자 이 작품의 열렬한 지지자가 된 초기 투자자 8명이 2만 9천 달러를 모았다. 일단 헤드윅을 위한 전용공연장이 필요하다는 쪽으로 의견이 모였고, 그 극장이 일반적인 공연장과는 완전히 달라야 한다는 데도 뜻이 통했다.
그들이 선택한 곳은 한 때 ‘정육점 구역’으로 불렸고 밤이 되면 매춘부들을 흔히 볼 수 있는 허드슨 강 인근의 호텔 리버뷰의 폐쇄된 볼룸이었다. 여기저기서 얻어온 벽지와 의자로 극장이 꾸며졌고 타이타닉 침몰 사건의 생존자들이 묵었다는 호텔의 실제 역사는 대본에 반영이 되었다. 밤이 되면 을씨년스러운 밤바람과 미심쩍은 여인들이 다가오는 쾌적하지 않은 지역의 분위기는 헤드윅을 보러오는 관객들에게 자신들이 앞으로 경험하게 될 작품이 결코 평범하지 않을 것이라는 마음의 준비를 하게 하는 데 제격이었다.
1998년 2월 14일, 밸런타인데이에 막을 연 헤드윅의 오프 브로드웨이 초연은 대성공을 거두었고, 헤드윅이 작품 속에서 자신의 록 히어로로 언급한 데이비드 보위가 관객의 한 사람으로 극장을 찾는 드라마 같은 순간도 있었다. 뮤지컬 헤드윅의 열렬한 팬을 자처한 인물 중에는 마돈나와 로지 오도넬이 포함되어 있다.
미국에서 가장 권위 있는 록 매거진인 롤링 스톤지가 이 작품을 가리켜 ‘그 길고 보잘 것 없는 록뮤지컬의 역사 속에서 진정한 록을 선보이는 첫 번째 뮤지컬’이라고 찬사를 보낸 배경에는 브로드웨이와는 일면식도 없었던 스티븐 트래스크가 만든 음악과, 뮤지컬 문법에 익숙했지만 그 이전에 ‘로큰롤 베이비’로 자라왔고 글램록의 정신을 누구보다 잘 이해했던 존 카메론 미첼의 만남이 있었다.

## 등장인물

#### 헤드윅
헤드윅 로빈슨, 본명은 한셀 슈미트. 로빈슨은 루터의 성이며 헤드윅이라는 이름은 미국으로 이주할 때 어머니에게 받은 이름이다. 남자인지 여자인지, 독일인인지 미국인인지 단정할 수 없는 불가사의한 존재. 자유를 위해 남성성을 포기하려 했지만 싸구려 성전환 수술이 실패한 후 성난 1인치의 살덩이가 남은 이도 저도 아닌 몸으로 자기 존재의 이유를 찾아서 떠돌고 있다.

#### 이츠학
헤드윅의 남편. 인종청소가 한창이던 세르비아에서 미국으로 빠져나온 유태인 드랙퀸 스타. 헤드윅이 미국행을 돕는 대신 내건 계약조건 때문에 여장을 포기하고 남자로서 살아간다. 극중 여장을 포기한 트랜스여성으로 고음역대가 가능한 여자배우가 연기한다.

#### 토미
본명은 토미 스펙이지만 헤드윅이 지어준 이름인 토미 노시스로 활동하고 있는 락스타. 헤드윅의 곡을 훔쳐 낸 1집 앨범으로 대성공을 거두지만 두 번째 앨범은 흥행에 실패한다. 미군 장성의 아들이자 독실한 크리스천이기도 하다. 헤드윅에게 진짜 영혼의 짝을 찾았다는 확신을 심어준 순간 그를 배신한다.

#### 루터
동베를린에 파견된 미군. 한셀의 슈가 대디가 되어 한셀에게 성전환 수술을 받으면 미국으로 데려가 주겠다고 제안한다. 하지만 결혼을 하고 미국으로 돌아온 후 얼마 되지 않아 헤드윅을 버린다.

## 영화
2000년 존 카메론 미첼 주연으로 영화화되었다. 한국에서는 2002년 8월 9일 개봉했으며 2017년에 재개봉하였다.

### 뮤지컬과의 차이점
영화의 플롯은 뮤지컬과 다르지 않으나 차이점이 있다.

#### 배경
영화와 뮤지컬이라는 형식의 차이에서 비롯된 차이점이다. 뮤지컬 헤드윅은 토미의 공연장 옆 호텔 리버뷰에서 자신의 이야기를 한다는 점과 달리 영화 헤드윅은 무대가 계속 바뀐다.

#### 이츠학
뮤지컬에서는 헤드윅이 이츠학을 크로아티아의 드랙퀸이며 남편이라고 소개한다. 그러나 영화의 경우 이츠학에 대한 설명이 나오지 않아 영화상 이츠학의 성별에 대한 논란이 있었다.

#### 토미
뮤지컬에서는 헤드윅이 청중에게 이야기를 들려주는 형식으로, 토미 역에 배우를 따로 쓰지 않고 헤드윅이 토미를 연기한다. 하지만 영화에서는 토미 역에 배우를 캐스팅해 개별된 인물로 만들었다.

## 넘버
공연과 OST의 버전마다 약간의 차이가 있지만 기본적인 틀은 같다. 다음은 2014년 한국 라이센스 버전에 따른다.
1. Tear Me Down
2. Origin of Love
3. Sugar Daddy
4. Angry Inch
5. Wicked Little Town
6. Wig In A Box
7. The Long Grift
8. Hedwig's Lament
9. Exquisite Corpse
10. Wicked Little Town
11. Midnight Radio

## 한국의 헤드윅
2005년 첫 개막 이후 2016년부터는 헤드윅: 뉴 메이크업의 타이틀로 공연되고 있다.
| 날짜                    | 극장                          | 캐스팅                                                                |
| ----------------------- | ----------------------------- | --------------------------------------------------------------------- |
| 2005.04.12 ~ 2005.06.26 | 대학로 라이브 극장            | 오만석 조승우 송용진 김다현 이영미 백주연                             |
| 2005.11.01 ~ 2006.02.26 | 대학로 라이브 극장            | 오만석 엄기준 송용진 김다현 송창의 이영미 백주연 전혜선 홍미옥        |
| 2006.10.14 ~ 2007.05.13 | 대학로 클럽SH                 | 이석준 김수용 조승우 송용진 김다현 조정석 서문탁 전혜선 이영미 안유진 |
| 2008.06.27 ~ 2009.01.11 | KT&G 상상아트홀               | 김다현 송용진 이석준 이주광 김수용 조정석 전혜선 김영지 문혜원        |
| 2009.11.14 ~ 2010.02.28 | KT&G 상상아트홀               | 윤도현 강태을 송용진 송창의 윤희석 최재웅 전혜선 리사 최우리 최소영   |
| 2011.05.14 ~ 2011.08.21 | KT&G 상상아트홀               | 김재욱 김동완 최재웅 조정석 이영미 전혜선 최우리                      |
| 2012.08.11 ~ 2012.10.28 | KT&G 상상아트홀               | 오만석 박건형 이영미 안유진                                           |
| 2013.06.08 ~ 2016.09.08 | 백암아트홀                    | 조승우 송창의 손승원 구민진 조진아                                    |
| 2014.05.13 ~ 2014.09.28 | 백암아트홀                    | 박건형 조승우 손승원 송용진 김동완 서문탁 이영미 전혜선 최우리        |
| 2016.03.01 ~ 2016.05.29 | 홍익대 대학로 아트센터 대극장 | 윤도현 조승우 조정석 정문성 변요한 서문탁 임진아 제이민               |
| 2017.08.18 ~ 2017.11.05 | 홍익대 대학로 아트센터 대극장 | 오만석 마이클리 정문성 유연석 조형균 전혜선 제이민 유리아             |
| 2019.08.16 ~ 2019.11.03 | 홍익대 대학로 아트센터 대극장 | 오만석 마이클리 정문성 이규형 전동석 윤소호 제이민 유리아 홍서영      |

### 헤드윅: 뉴 메이크업
2016 시즌부터 공연장의 규모가 커지면서 전체적인 연출에 변화가 생겼다. 기존의 배경인 호텔리버뷰에서 브로드웨이로 배경이 바뀌었고, 그에 따라 무대 배경도 폐차장과 크레인을 도입했다. 기존에 객석을 지나쳐 퇴장하던 결말에서 무대에서 관객을 등지고 퇴장하는 결말로 바뀌며 '열린 결말'의 효과를 가져왔다.